# Лакербай, Константин Шаханович
Константи́н Шаханович (Ио́сифович, Антонович) Лакерба́й (Коция, Ко́стя мла́дший), племянник Мурзакана Лакрба.

## Биография
Родился в 1871 году.
По окончании Елисаветградского кавалерийского училища в 1913 произведён в корнеты с зачислением в 16-й драгунский Тверской полк, в 1914 поступил в Черкесский конный полк Кавказской туземной дивизии, в 1916 произведён в поручики.
Имел ордена: Св. Анны 4 ст. с надписью «За храбрость»; Св. Станислава 3 ст. с мечами и бантом; Св. Анны 3 ст. с мечами и бантом; Св. Станислава 2 ст. с мечами, Св. Георгия 4-й степени.
Погиб в бою, в 1916 году. Похоронен на территории храма в селе Лыхны, Абхазия.